# Glossotrophia rufomixtaria
Glossotrophia rufomixtaria är en fjärilsart som beskrevs av Graslin 1863. Glossotrophia rufomixtaria ingår i släktet Glossotrophia och familjen mätare. Inga underarter finns listade i Catalogue of Life.